# Skald (álbum)
Skald es el cuarto álbum del grupo noruego de folk nórdico Wardruna, fue lanzado en 2018 por By Norse Music.
El título del álbum hace referencia a los skalds (escaldos), un tipo de cronistas/poetas nórdicos que registraban historias y eventos importantes, para luego plasmarlos en sagas y poesía escáldica. 
El álbum incluye nuevas versiones de Fehu y Helvegen, ambas del álbum Runaljod – Yggdrasil. Su lanzamiento fue precedido por el lanzamiento de un video musical para la canción Voluspá el 8 de noviembre, dirigido por el fotógrafo finés Tuukka Koski.

## Lista de canciones
| N.º | Título                                                  | Duración |  |
| 1.  | «Vardlokk»                                              | 2:07     |  |
| 2.  | «Skald» (Letras del escaldo Bragi Boddason)             | 2:01     |  |
| 3.  | «Ein Sat Hon Uti»                                       | 4:06     |  |
| 4.  | «Voluspá (Skaldic Version)»                             | 6:20     |  |
| 5.  | «Fehu (Skaldic Version)»                                | 3:28     |  |
| 6.  | «Vindavla»                                              | 5:34     |  |
| 7.  | «Ormagardskvedi»                                        | 3:10     |  |
| 8.  | «Gravbakkjen»                                           | 2:41     |  |
| 9.  | «Sonatorrek» (Letras del escaldo Egill Skalla-Grímsson) | 15:52    |  |
| 10. | «Helvegen (Skaldic Version)»                            | 4:36     |  |

## Créditos

### Wardruna
- Kvitrafn - voz e instrumentos
- Lindy Fay Hella - voz

### Artistas invitados
- Iver Sandøy - producción, mezclas, masterizado y voz de apoyo (pista 5)
- Øivind Myksvoll - diseño de carátula